# Morant Cays
Morant Cays är öar i Jamaica. De ligger i den sydöstra delen av landet, 110 km sydost om huvudstaden Kingston.